# Addis Zemen (ville)
Pour les articles homonymes, voir Addis Zemen.
Addis Zemen ("Nouvelle ère") (également connu sous le nom d'Addis Abreham) est une ville située dans le nord de l'Éthiopie, dans la zone Debub Gondar de la région Amhara sur la route reliant Gondar à Bahir Dar. Elle se trouve à 1 975 mètres d'altitude. Elle est le centre administratif du woreda de Kemekem.

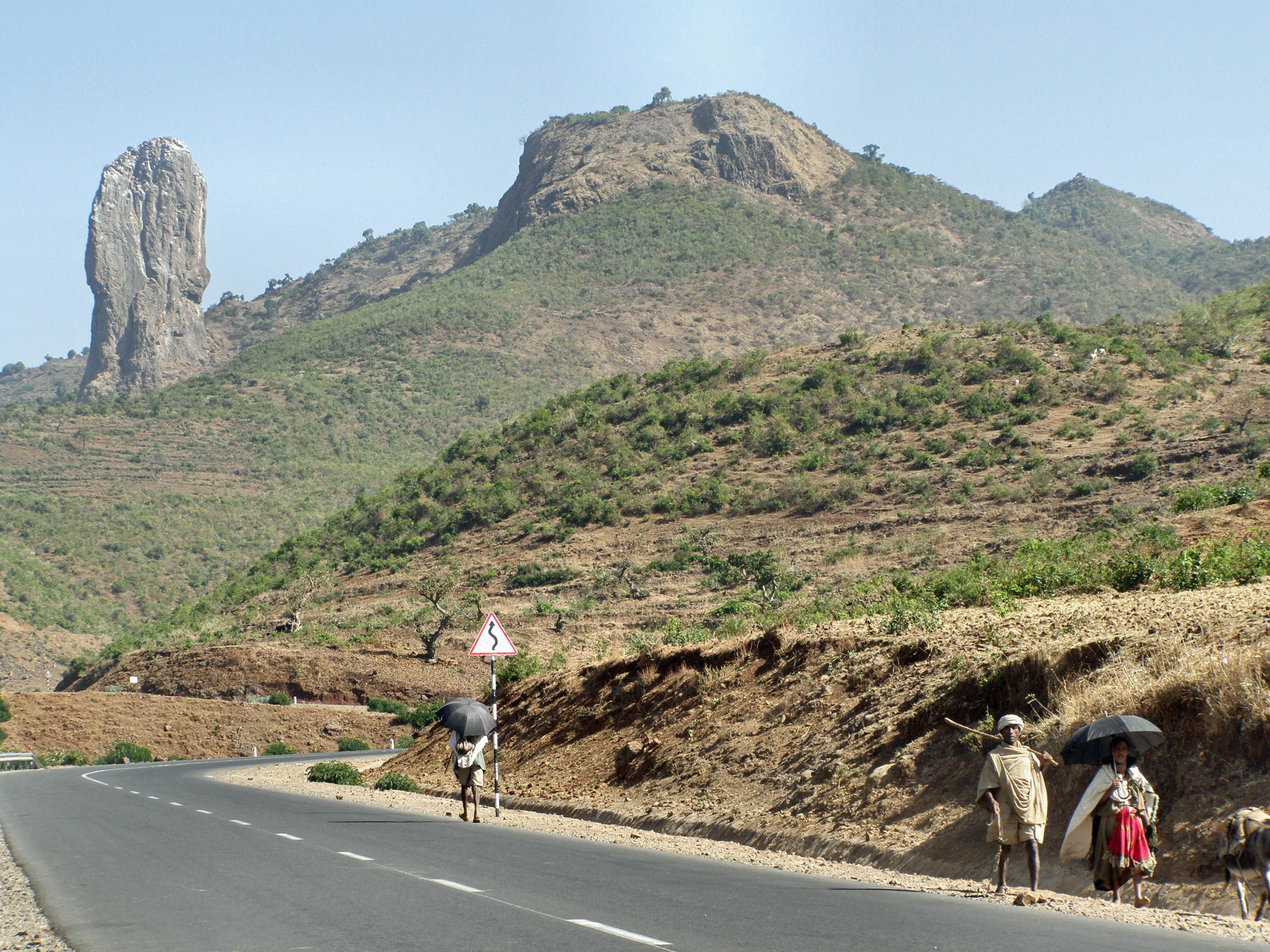
Sur la route entre Addis Zemen et Gondar